# Willy Huhn (Notenbankpräsident)
Willy Huhn (* 3. Januar 1901; † 30. Januar 1955) war ein deutscher Politiker und der erste Präsident der Deutschen Notenbank der DDR.

## Leben

### Frühe Jahre
Der Sohn von Fritz Huhn und seiner Ehefrau Anna Harms beendete im Jahre 1916 den Besuch der Schule. Schon während seiner Lehrzeit begann er, politische und gewerkschaftliche Verbindungen aufzunehmen. Als Mitbegründer des kommunistischen Jugendverbandes in Berlin führte er von 1916 bis 1919 den Vorsitz dieser Gruppe. Dabei arbeitete er mit dem Spartakusbund zusammen. Im Jahre 1923 wurde er im Auftrag des Zentralkomitees (ZK) der KPD Mitglied im ZK der Roten Hilfe, um dort als Hauptkassierer den von der Justiz verurteilten kommunistischen Mitgliedern zu helfen.
Bei der Allgemeinen Ortskrankenkasse nahm er eine Beschäftigung auf. Danach ging er zur Berliner Stadtbank. Anschließend nahm er eine Tätigkeit bei der Deutschen Bank auf.

### Kriegsende und Neubeginn
Im Jahre 1943 wurde er Soldat in der Wehrmacht. Während der Schlacht um Königsberg in Ostpreußen im April 1945 wurde er evakuiert. Im Westen ging er am 20. April 1945 in US-amerikanische Gefangenschaft. Dort absolvierte er freiwillig eine Ausbildung, um die Besatzungsmacht zukünftig bei der Verwaltung zu unterstützen. Diese Ausbildung endete im September 1945. Danach ging er unmittelbar nach Berlin, um sich mit dem einflussreichen KPD-Funktionär Wilhelm Pieck zu treffen, der ihn als einen der vier Leiter der Berliner Inkassokommission für den sowjetischen Sektor von Berlin vorschlug. Diese Kommission sollte im Jahre 1947 den Kassenbestand der bisherigen Banken in Berlin abwickeln. Wegen des beginnenden Kalten Krieges konnte die Kommission aber ihren Auftrag nicht beenden.

### Leitung der Deutschen Notenbank und Rücktritt
Huhn erhielt danach den Auftrag, in der SBZ eine Zentralbank aufzubauen. Nach diesen Vorbereitungen wurde am 20. Juli 1948 die Deutsche Notenbank (DN) gegründet. Zum ersten Präsidenten der DN wurde Willy Huhn ernannt.
Huhn und das Direktorium der DN steuerten einen Kurs, der eine weitgehende Unabhängigkeit in Währungsfragen vorsah. Doch schon gegen Ende 1948 wuchsen die Spannungen zwischen Funktionären der SED und der Leitung der DN. Anfang 1950 entließ das Ministerium des Inneren nach einer Personalüberprüfung die ersten leitenden Mitarbeiter der DN. An einer Sitzung des Bankdirektoriums am 3. Juni 1950 verbat sich Huhn eine Einmischung von nicht zuständigen Staatsstellen bei der DN und drohte damit, die Sowjetische Kontrollkommission einzuschalten. 
Daraufhin warf das Ministerium des Inneren Huhn vor, er wäre in seiner Position fachlich und politisch der Aufgabe nicht gewachsen, worauf die Zentrale Parteikontrollkommission unter der Leitung von Hermann Matern auf den Rücktritt Huhns hinwirkte. Nachdem Huhns Kursbesuch in der US-Gefangenschaft bekannt geworden war, galt dies als ein Grund für seine angebliche politische Unzuverlässigkeit. Am 5. Dezember 1950 bat Huhn den Ministerpräsidenten Otto Grotewohl um seinen sofortigen Rücktritt aus gesundheitlichen Gründen. Greta Kuckhoff wurde seine Nachfolgerin. In Erkner fand er danach als kaufmännischer Direktor bei einem chemischen Betrieb eine Anstellung. Er starb im Jahre 1955 bei einer fehlerhaften ärztlichen Behandlung.

### Familie
Willy Huhns Sohn Klaus Huhn (1928–2017) wurde Journalist und wirkte als Sportchef des Neuen Deutschland.

## Schriften
- Die Deutsche Notenbank, in: Deutsche Finanzwirtschaft, 2 (1948), Heft 5/6, S. 7–11